# Kustspaningsradar
Kustspaningsradar (KSRR) är en typ av radar. Det finns och har funnits ett antal radarmaster med radaranläggningar av denna typ placerade runt om Sveriges kuster, varav vissa är skyddsobjekt.